# 不幸、買います
『不幸、買います』（ふこう、かいます）は、赤川次郎の短編小説集。
1999年3月に新潮社より『老兵に手を出すな―一億円もらったらII』として刊行され、2001年2月に『不幸、買います―一億円もらったらII』と改題され文庫化された。1998年1月同社より刊行され2000年2月文庫化された『一億円もらったら』の続編で、前作と合わせて「一億円シリーズ」と呼ばれる。
一億円を他人に渡してその後を見守るという内容や主要人物は、前作と変わらない。

## 収録作品
全て短編
- 不幸、買います
- 老兵に手を出すな
- 崩壊家族
- 見開きの町
- 青春の決算

## 登場人物

### 主要人物
- 宮島勉：年齢は70近い。大富豪。困っている人間に1億円を渡し、その後を見守るゲームが趣味。
- 田ノ倉良介：年齢は31。宮島の秘書。宮島のゲームを手伝っている。

## 映像化
2007年7月から放送のテレビ東京系テレビドラマ『週刊 赤川次郎』で「青春の決算」がテレビドラマ化された。